# Lago-Dilolo
Lago-Dilolo – miasto w Angoli, w prowincji Moxico.